# Дев'ятий Доктор
Дев'ятий Доктор — десяте втілення вигаданого персонажа Доктора з британського наукового-фантастичного телесеріалу Доктор Хто. Його зіграв актор Крістофер Екклестон.
Крім того, існує два «неофіційні» Дев'яті Доктори. Одного у пародійному фільмі «Доктор Хто і прокляття неминучої смерті» зіграв Ровен Аткінсон, іншого у мультфільмі «Крик Шалки» озвучив Ричард Грант (цього Доктора зазвичай називають Шалка-Доктор).

## Біографія
Дев'ятий Доктор є десятим втіленням Доктора, оскільки втілення після Восьмого Доктора мало ім'я Воїн. Як продемонстровано в спецепізоді «День Доктора», регенерація Воїна сталася після того, як Воїн, Десятий Доктор та Одинадцятий Доктор закінчили Війну Часу. Враховуючи поведінку Дев'ятого Доктора, можна припустити, що це сталося незадовго до подій, описаних у серії Роуз.
Протягом серіалу ми дізнаємося, що Доктор — єдиний, хто вижив у Війні Часу.
У першому сезоні поновленого серіалу Докторові вдається врятувати Лондон від живих створінь з пластику, з якими він зустрічався ще у час своєї третьої інкарнації. У цьому йому допомогла Роуз Тайлер, яка стала першою супутницею Дев'ятого Доктора. Вони подорожують у далеке майбутнє, де спостерігають кінець світу, потім — у вікторіанську Англію, перш ніж повернутися у початок XXI століття. Тут вони борються із сім'єю Слівінів, які хочуть зруйнувати Землю. Після цього вони вирушають у Юту 2012 року. Там у секретній лабораторії Доктор зустрічає Далека, який доводить, що не тільки він вижив... Також Доктор знайомиться із юним комп'ютерником Адамом Мітчелом, і вже утрьох вони мандрують далі. Наступна пригода — на П'ятому Супутнику, за допомогою якого створіння на ім'я Джаґрафес прагнуло підкорити людство, — стала для Адама останньою.
Відстежуючи таємничий космічний корабель, Доктор і Роуз потрапляють у Лондон на початку Другої Світової. Там вони зустрічають Джека Харкнесса, який раніше був Агентом Часу у 51-ому сторіччі. Джек — авантюрист, і його остання витівка могла знищити все людство. Проте він допоміг Докторові владнати цю ситуацію і приєднався до команди TARDIS.
Після цього вони повернулися до Кардіффа, щоб підзарядити ТАРДІС, але з'ясувалося, що мером міста стала одна із сім'ї Слівінів. Доктору вдається полонити її і, зазирнувши до Серця ТАРДІС, вона перетворилася на яйце. Мандрівники вирішили відправити її на рідну планету — Раксокорікофалопаторіус. Також у цьому епізоді Доктор уперше помітив, що їх переслідує фраза "Злий вовк".
В останній арці першого сезону Доктор повертається на П'ятий Супутник, який тепер перебуває під владою Далеків. Доктор перемагає одвічних ворогів, але це дається дорогою ціною. Під час битви гине капітан Джек Харкнесс, Роуз вирушає у свій час, а Земля опиняється на межі руйнування. Проте Роуз за допомогою Серця ТАРДІС повертається до бою і, використавши Вир Часу, оживляє Джека і знищує всіх Далеків. Але людина не може утримати в собі Вир Часу, тому Доктор змушений перейняти його в себе, що призвело до його регенерації у Десятого Доктора.
Крім того, Дев'ятий Доктор пережив іще щонайменше три пригоди, про які оповідається в серії Роуз: він спостерігав виверження Кракатау, катастрофу Титаніка і вбивство Джона Кеннеді.

## Постать

### Характер
Дев'ятий Доктор віддає перевагу не діяти самостійно, а надихати і заохочувати своїх супутників. Усі, кого він зустрів (зокрема, Джек Харкнесс) зрештою розуміють, що Доктор зробив їх кращими. Про це також в останній серії третього сезону каже Майстер.
У своєму Дев'ятому втіленні Доктор був сміливішим і безпосереднішим, ніж будь-коли. Подібно до Четвертого Доктора, Дев'ятий міг відверто сміятись в обличчя небезпеці, і, подібно до Шостого, іноді був відвертим фаталістом. Попри своє дратівливе ставлення до людей, яких він часто називав "дурними мавпами", Дев'ятий Доктор був із ними дуже тактовним. Він покладався на своїх людей-супутників значно більше за будь-яке своє попереднє втілення. Особливо сентиментальним він був до своєї найближчої подруги — Роуз, якій дозволив навіть подивитись останні хвилини життя її батька, чого не зробив би ніколи раніше.
Дев'ятий Доктор розмовляв із явним північним акцентом, і коли його про це запитали, він відповів: "Усі планети мають північ!"
Меланхолію Доктора можна легко пояснити відчуттям провини за Війну Часу, внаслідок якої було знищено дві найрозвиненіші раси Всесвіту — Володарі Часу і Далеки, а також їхні рідні планети — Галіфрей і Скаро відповідно. Темний бік Доктора проявився під час зустрічі з Далеком. Він намагався його знищити з такою люттю і наполегливістю, які здивували навіть Роуз. До свого ворога Дев'ятий Доктор поставився із жорстокістю, притаманною Сьомому. Проте згодом Доктор зумів перебороти своє темне начало, і коли в нього з'являється можливість знищити расу Далеків раз і назавжди, але ціною людської раси, він не обирає вбивство, і каже про себе: "Боягуз! Завжди боягуз!"
На противагу його наступному втіленню, і подібно до третього, четвертого і шостого Дев'ятий ніколи не цурається фізичної сили, і застосовує її завжди, коли це необхідно. Отак, у серії Далек він убив би ворога, якби не Роуз, а в серії Злий вовк він рятується з ігрової станції, перемігши у бійці озброєну охорону. Також Доктор без жодних вагань спрямовує ракету на будівлю уряду, щоб знищити родину Слівінів, перш ніж вони знищать Землю.

### Вік
Дев'ятий Доктор стверджує, що йому 900 років. Проте такий самий вік називає і Шостий Доктор у серії "Одкровення Далеків". А в епізоді "Час і Рані", одразу після регенерації, Сьомий Доктор каже, що йому 953 роки. Отже, питання справжнього віку Доктора залишається відкритим.

### Імідж
Дев'ятий Доктор став першим з-поміж усіх, чиє волосся було дуже коротким. Він не носив ні капелюхів, ні шарфів, ні жодних інших аксесуарів. Його вбрання — це чорний светр, так само чорна шкіряна куртка, темні штані та важкі чоботи.

## Супутники

Роуз Тайлер, Адам Мітчел, Джек Харкнесс

Дев'ятий Доктор мав трьох компаньйонів. Головна серед них — Роуз Тайлер, яка з'явилася у всіх тринадцятьох епізодах. В епізоді "Далек" на прохання Роуз до команди ТАРДІС приєднався Адам Мітчел. Проте через його вчинок у наступному епізоді "Довготривала гра" Доктор був змушений відправити його назад додому. В епізоді "Порожня дитина" вперше з'явився капітан Джек Харкнесс, а в серії "Доктор танцює" він став компаньйоном Доктора, і залишався ним до кінця сезону. У серії "Роздоріжжя" Джека було вбито, але Роуз змогла оживити його, використавши Вир Часу. Доктор вирішив залишити його, бо зрозумів, що Джек став безсмертним. Потім Джек з'явився ще в епізодах "Утопія", "Звук барабанів" і "Останній Володар Часу" у третьому сезоні, а також в епізодах "Вкрадена Земля" і "Кінець мандрівки" у четвертому. Крім того, існує спін-офф серіалу Доктор Хто — серіал Торчвуд, у якому Джек Харкнес — головний персонаж.
Доктор пропонував Міккі Сміту стати його супутником в епізоді "Третя світова війна", але той відмовився. Також супутником Доктора могла стати Лінда Мосс, яка просила його про це в епізоді "Злий вовк", але загинула в наступному епізоді "Роздоріжжя".

## Пристрої
Дев'ятий Доктор користувався багатьма приладами, що допомагали йому в його пригодах. Перш за все, це незмінна TARDIS. Також у нових серіях повернулася і звукова викрутка.
Доктор часто використовував психічний папір — порожній документ, який, залежно від ситуації, міг показувати свого власника різними особами. Отак, у серії Скриня для ідіота гвардійцеві здається, що Доктор — принц Бельгії.
Ще один винахід Дев'ятого Доктора — "суперфон", модифікація мобільника. Він здатен приймати сигнал із будь-якого часу і простору. Дев'ятий Доктор подарував такий телефон Роуз Тайлер, а Десятий - Марті Джонс.

## Формат серіалу
Під орудою Рассела Девіса було створено динамічніший серіал, ніж той, яким був класичний. Замість історій, що складалися з чотирьох-шести двадцятип'ятихвилинних серій, історії поновленого серіалу складалися з однієї сорокап'ятихвилинної серії, окрім трьох історій, що складалися із двох серій. Проте всі тринадцять серій сезону є однією смисловою аркою, яка остаточно розв'язалася лише в останній серії.
Історії першого сезону писалися і режисувалися різними людьми, тому вони є досить різноманітними. Є псевдо-історична Невгамовні мерці, детективна серія про далеке майбутнє Кінець світу, серії про вторгнення на Землю — Роуз, Прибульці в Лондоні і Третя світова війна, а також серія у стилі хоррор Порожня дитина.